# Constitució de Niue
La Constitució de Niue es va formar per Niue Constitution Act en 1974. Estipula la composició de la branca executiva del govern, la branca legislativa i la branca judicial. La constitució és la llei suprema de Niue; qualsevol altra llei de Niue que sigui incompatible amb la Llei Constitucional de Niue de 1974 serà considerada invàlida.
La seva concessió pel Parlament de Nova Zelanda en 1974 se celebra anualment com la independència de Niue en el "Dia de la Constitució" el 19 d'octubre. El camí cap a l'autogovern de Niue va començar amb el Comitè de Descolonització de les Nacions Unides pressionant a Nova Zelanda perquè Niue decidís quina forma d'estatus volia. El poble de Niue va votar en 1974 triant l'opció de l'autogovern com el millor camí per a Niue. La Constitució de Niue és la doctrina legal que posa en pràctica els desitjos d'autogovern del poble de Niue. L'autogovern permet als habitants de Niue dirigir i fer-se càrrec dels seus propis assumptes; això ha provocat la reducció del número d'expatriats neozelandesos que treballen en llocs clau del Govern d'uns 20 en 1974 a 0 en l'actualitat.
La Constitució de Niue requereix una majoria de 2/3 en les tres lectures de l'Assemblea Legislativa i també requereix el suport de 2/3 dels electors abans que pugui ser esmenada. Hi ha un comitè selecte que ha estat treballant en la revisió de la constitució però ha fet pocs progressos, la qual cosa és normal quan es tracta d'un procés complex com aquest.